# Edgar Clement
Edgar Francisco Clement Ibarra (Ciudad de México, 10 de octubre de 1967), conocido como Edgar Clement, es un artista, ilustrador e historietista, reconocido por su estilo ecléctico de narrativa gráfica, que hace uso de motivos mexicanos, míticos y fantásticos, generalmente en formatos de maquetación no convencional.

## Datos biográficos
De formación autodidacta, en 1993 cofunda la revista El Gallito Inglés, (después, Gallito Cómics), y en 1994 recibe la beca de apoyo a Jóvenes Creadores otorgada por el Fondo Nacional para la Cultura y las Artes en el área de pintura, con la que realiza su obra más conocida, Operación Bolívar. En el año 1997 es expositor y residente invitado en el Banff Centre for the Arts en Alberta, Canadá, con residencia en el Kala Institute de Berkely. En 1998, junto con otros historietistas, funda el colectivo El taller del perro.
En el año de 2001 es invitado por Cité des Arts a una residencia en París y participa como curador y co-organizador de la exposición BD-Mex para el Centre Culturel du Mexique en París. Actualmente, está en proceso de producción de la novela gráfica Los Perros Salvajes

## Obras
- Operación Bolívar (Ediciones del taller del perro, 2000)
- McBeth (Editorial Clío, 2005)
- El hombre que se convirtió en toro (Editorial Castillo, 2006)
- Querido Tigre Quezada (Editorial Castillo, 2006)
- Kerubim y otros cuentos (Editorial Caligrama, 2007)
- La revolución de Juan Escopeta (Solo ilustración) (2011)
- Los perros salvajes Vol. 1 (Producciones Balazo, 2011)
- Angeleros #1 con Raul Valdes (Producciones Balazo, 2012)
- Drakon con arte de Humberto Ramos (Producciones Balazo, 2012)
- La Punta Revista #1 con Marisol Mendoza, Mary Carmen Abad, Mariana Villanueva y Diego García (Taller de Clement, 2012)

## Proyectos anunciados e inconclusos
- La Malinche (ambientada en el universo de Operación Bolívar)
- El Protektor (ambientada en el universo de Operación Bolívar)
- Una historia de luchadores ambientada en el Centro Histórico
- Coroner (Historia de ciencia ficción desarrollada en Studio F)
- El vuelo de Eluán, Adaptación a cómic de la novela de León Krauze
- Someday in the future (Historia de Wolverine)